# Ратмировичи (Октябрьский район)
Ратмировичи (бел. Ратміравічы) — деревня в Октябрьском районе Гомельской области Белоруссии. В составе Октябрьского сельсовета.
Кругом лес.

## География

### Расположение
В 20 км на север от Октябрьского, 4 км от железнодорожной станции Ратмировичи (на ветке Бобруйск — Рабкор от линии Осиповичи — Жлобин), 180 км от Гомеля.

## Транспортная сеть
Транспортные связи по просёлочной, затем автомобильной дороге Паричи — Октябрьский. Планировка состоит из дугообразной и прямолинейной улиц широтной ориентации, соединенных двумя переулками. Застройка деревянная, усадебного типа.

## История
По письменным источникам известна с XVIII века, в собственности церкви. В 1775 году королевской привилегией отдана во владение М. С. Лапаты. После 2-го раздела Речи Посполитой (1793 год) в составе Российской империи. В XIX веке собственность казны. В 1908 году в Брожской волости Бобруйского уезда Минской губернии.
В 1930 году организован колхоз «Станция социализма». С 1934 года работали смолзавод, паровая мельница, кузница. Во время Великой Отечественной войны в апреле 1942 года немецкие оккупанты сожгли 64 двора и убили 17 жителей. 31 житель погиб на фронте. Согласно переписи 1959 года в составе подсобного хозяйства «Правда» райагропромтехники (центр — Шкава); действовали магазин, библиотека, фельдшерско-акушерский пункт, отделение связи, лесничество, сапожная мастерская.
20 июня 1985 года деревня из Протасовского сельсовета включена в состав Октябрьского сельсовета.

## Население

### Численность
- 2004 год — 31 хозяйство, 60 жителей.

### Динамика
- 1796 год — 9 дворов, 72 жителя.
- 1908 год — 44 двора, 286 жителей.
- 1940 год — 76 дворов, 250 жителей.
- 1959 год — 338 жителей (согласно переписи).
- 2004 год — 31 хозяйство, 60 жителей.